# Volvoreta
Volvoreta (en gallego 'bolboreta' significa 'mariposa') es una novela corta del escritor español Wenceslao Fernández Flórez. Fue publicada en 1917, con ilustraciones de Castelao, y obtuvo el Premio Círculo de Bellas Artes ese mismo año. En 1976 fue adaptada al cine por José Antonio Nieves Conde.

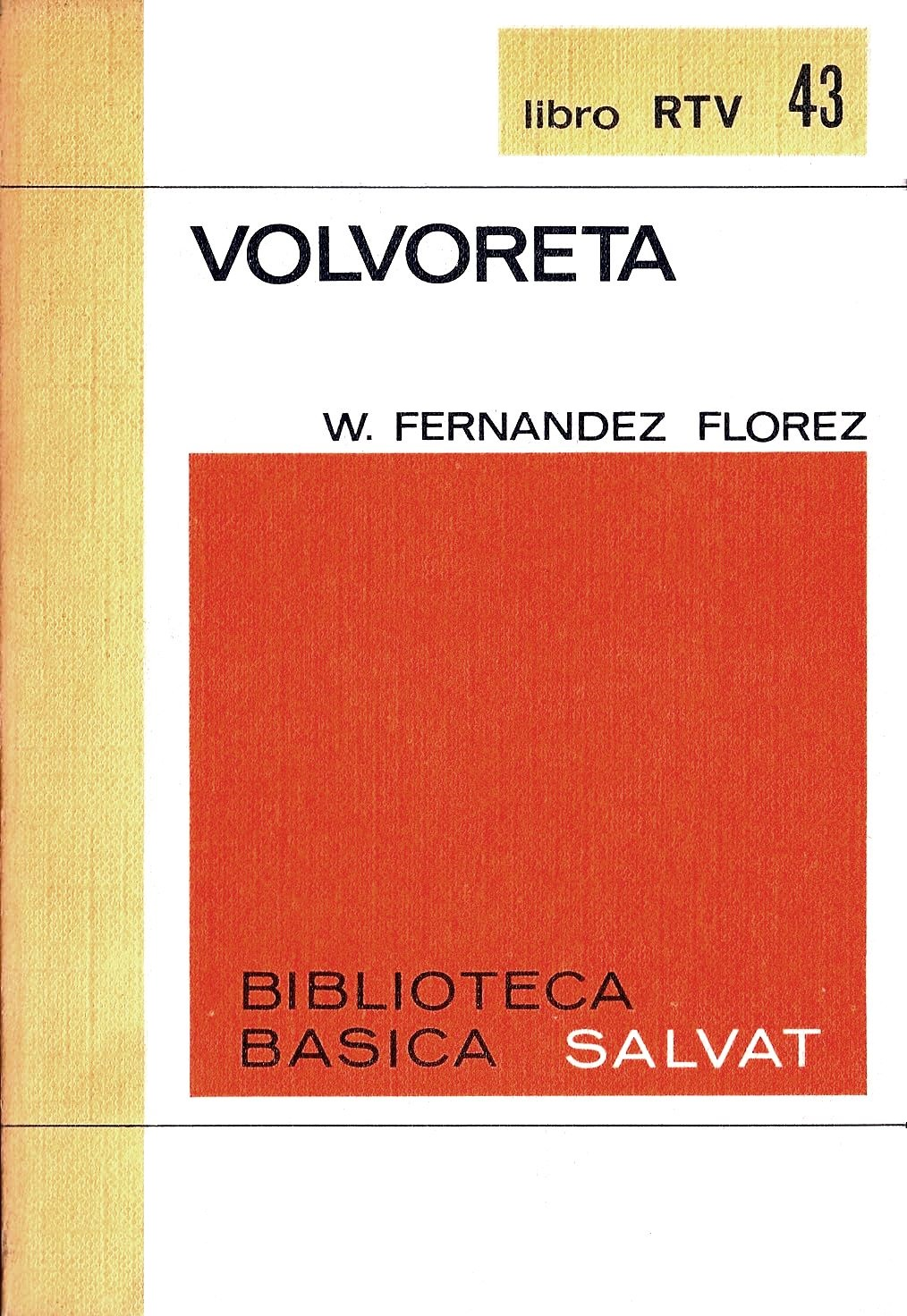

Ambientada en el entorno rural de Galicia, y con inspiración costumbrista y naturalista, narra las relaciones amorosas entre Sergio y Federica (apodada Volvoreta), sirvienta de la casa de sus padres. En ellas se contraponen los sentimientos románticos e hipócritas del mozo (se avergüenza de sus sentimientos hacia una mujer de clase inferior) con la concepción más vulgar y pragmática que la muchacha tiene del amor.